# Справа Рубана — Савченко

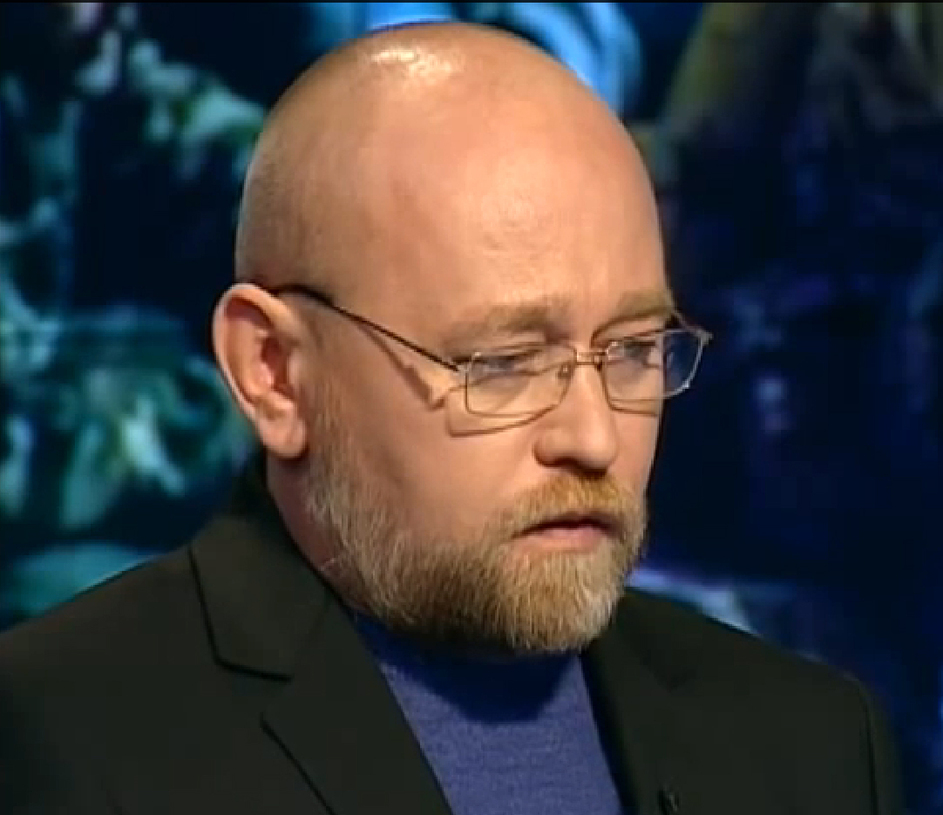
Володимир Рубан

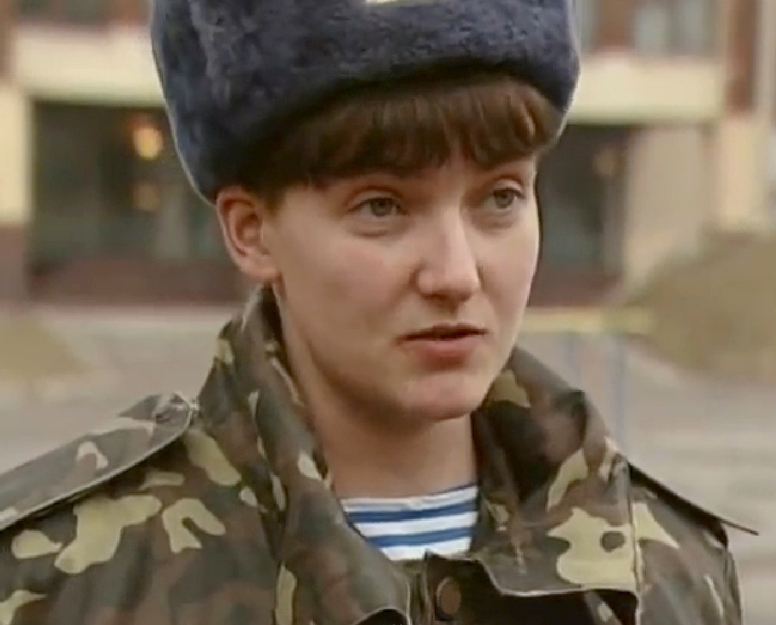
Надія Савченко

Справа Рубана-Савченко — кримінальне провадження стосовно громадянина України Володимира Рубана та народного депутата України Надії Савченко, звинувачених у змові щодо планування насильницького повалення конституційного ладу в Україні, посягання на життя державних та громадських діячів за попередньою змовою осіб, незаконному поводженні зі зброєю, сприяння терористичній організації «ДНР» та підготовці до теракту. 
За версією слідства, змовники планували пострілами з мінометів, встановлених на баржі на Дніпрі, зруйнувати купол будівлі Верховної Ради, а потім з автоматів добити депутатів.
У березні 2018 року Володимир Рубан та Надія Савченко були заарештовані рішенням суду. 16 квітня 2019 року Броварський суд Київської області звільнив з-під варти Володимира Рубана та Надію Савченко через закінчення терміну запобіжного заходу, а 29 листопада 2021 року — відхилив обвинувальний акт у справі Надії Савченко та Володимира Рубана через необґрунтованість обвинувачення.

## Передумови та контекст
Володимир Рубан пропагував проросійські настрої через підконтрольні видання, а згодом через сайти «Українського вибору» та «Офіцерського корпусу». З грудня 2013 року, коли в Україні відбувалась Революція гідності, Володимир Рубан та його «Офіцерський корпус», який до того виступав з різкою критикою мітингувальників, різко змінив ідеологію і став підтримувати Революцію гідності.
Факти свідчать, що фігуранти слідства пов'язані з Віктором Медведчуком. Тарас Чорновіл прогнозує, що за наявності реальних матеріалів, які підтверджують участь Медведчука чи росіян, такі матеріали не продемонструють публіці до передачі справи до суду.

## Слідчі дії

### Оперативна розробка та затримання Рубана
Володимира Рубана було затримано українськими прикордонниками 8 березня 2018 року о 9.15 на контрольному пункті Майорськ при спробі завезення з окупованої території значної партії зброї та боєприпасів, після чого він був переданий до СБУ. 9 березня Рубану було повідомлено про підозру за ч. 1 ст. 263 КК «Незаконне поводження зі зброєю», ч. 1 ст. 14 «Готування до злочину», ч. 3 ст. 258 «Терористичний акт».
Після затримання Володимира Рубана Генпрокуратура оприлюднила матеріали, згідно з якими в листопаді 2017 року Володимир Рубан перевіз через лінію розмежування 4 одиниці 120 мм мінометів, великокаліберний кулемет «Утёс», 2 одиниці великокаліберних снайперських гвинтівок на базі «Утёса», протипіхотні міни та гранати.
10 березня 2018 року, через два дні після затримання Володимира Рубана, СБУ оприлюднила матеріали, отримані в ході оперативної розробки Рубана, яка тривала протягом 9-10 місяців. Було продемонстровано інформацію про зв'язки та організаційну мережу, через яку з 2004 року здійснювалась антиукраїнська пропаганда, зокрема — серед дітей молодшого шкільного віку. За цією інформацією, Рубан у 2004—2005 роках активно розвивав видавничо-поліграфічну комерційну діяльність і створив кілька профільних підприємств з виготовлення і розповсюдження проросійської літератури (видавництво «Київська Русь», журнал «Райдуга», поліграфічний центр «Київська Русь», рекламна агенція «Нестор», журнал «Соняшник» тощо). У багатьох випадках ці видавництва лише передруковували російські освітні видання з наголосом на проросійські пропагандистські кліше. Основними спонсорами цієї діяльності виступили заступник начальника «Росспівробітництва» Георгій Мурадов і керівник фонду «Президентський центр Єльцина» Олександр Дроздов.
Юрій Луценко повідомив, що дозвіл на відвантаження зброї в автомобіль Рубана дали військовослужбовці РФ, які керують військовими частинами в ОРДЛО: полковник Щедрий Микола Олексійович (позивний — Наука), полковник Тітов Роман Борисович [Архівовано 27 березня 2018 у Wayback Machine.] (позивний — Алтаєць), полковник Бердніков Олексій Миколайович [Архівовано 27 березня 2018 у Wayback Machine.] (позивний — Меркурій).

### Оперативна розробка та затримання Савченко
12 березня СБУ направила виклик на допит народному депутату Надії Савченко на 13 березня. Згодом виявилося, що 12 березня о 4-й годині ранку Савченко покинула територію України, за повідомленням її прес-служби — з метою взяти участь у сесії Європарламенту в Страсбурзі до 16 березня, натомість офіційної повістки про виклик на допит не отримувала.
Савченко повернулась в Україну в ніч на 15 березня. Того ж дня вона дала брифінг, під час якого заявила, що багато людей в Україні погодились би допомогти голові «Офіцерського корпусу» розвантажувати меблі зі зброєю й планує взяти його на поруки. Після виступу Луценка народні депутати проголосували за виключення Савченко з Комітету з питань національної безпеки і оборони. Пізніше Луценко вніс до Верховної Ради подання на зняття недоторканності й арешт Савченко. Після допиту в СБУ Савченко закликала до військового перевороту у країні.
Пізніше цього ж дня депутати Андрій Тетерук і Андрій Левус вивели Савченко з будівлі парламенту. За даними депутатів, Савченко занесла до залу три гранати і пістолет. Охоронці не мали права перевіряти особисті речі депутата. Пізніше стало відомо, що гранати виявила на вході охорона і повідомила охороні Андрія Парубія. Депутати знайшли її та відвели на розмову до кабінету голови ВРУ. За інформацією ЗМІ, Савченко погодилась віддати боєприпаси за умови, що інцидент не отримає публічного розголосу. Пізніше вона зізналася, що була в сесійній залі зі зброєю.
16 березня Генеральна прокуратура України передала до Верховної Ради 174 сторінки документів у справі про підозру Надії Савченко у плануванні теракту.
21 березня Савченко подала позов до Верховного Суду України з вимогою визнати незаконною постанову парламенту про її виключення з комітету національної безпеки і оборони. 22 березня Комітет з питань регламенту та організації роботи Верховної Ради України визнав законними та обґрунтованими всі три подання генерального прокурора Юрія Луценка. Також під час засідання комітету вона у своєму виступі зробила декілька дуже суперечливих заяв Крім того, вранці в метрополітені Києва було затримано чоловіка з вибухівкою, який виявився активістом «Руху нових сил» Саакашвілі. Також народні депутати України Володимир Парасюк (позафракційний) і Семен Семенченко («Самопоміч») вранці, перед засіданням, чинили опір працівникам УДО у Верховній Раді, які намагалися перевірити їх на наявність зброї, відповідно до закону, який набув чинності напередодні й був прийнятий у відповідь на інцидент із Савченко.
На засіданні Верховної Ради було продемонстровано відео за матеріалами досудового розслідування. Відеодокази, які продемонстрував Юрій Луценко, підтверджують, що Савченко та Рубан брали участь в організації перевезення зброї з окупованих територій Донбасу, а також обговорювали плани держперевороту. Під час свого виступу в сесійній залі Савченко, поряд із іншими контроверсійними заявами, фактично визнала свою провину, підтвердивши більшість звинувачень. Перед голосуванням генеральний прокурор Луценко апелював до наміру вийти на «ляльковода» Савченко. Усі подання Верховною Радою були задоволені. Верховна Рада зняла з Савченко недоторканність та дала дозвіл на арешт Політична партія «Опозиційний блок» здебільшого голосувала проти арешту Савченко.
Після цього слідчі СБУ затримали Надію Савченко у приміщені Верховної Ради, а генеральний прокурор Юрій Луценко підписав та оголосив їй підозру.

### Слідчі дії щодо спроби державного перевороту
До 12 березня 2018 СБУ провела у різних регіонах України понад 25 обшуків у осіб, причетних до проведення антиукраїнських акцій. У результаті слідчих дій було вилучено зброю, вибухівку та антиукраїнські матеріали. Обшуки, зокрема, проходили в Києві, Дніпрі, Харкові та Одесі. Як приклад, у Києві СБУ провело слідчі дії в журналіста Юрія Лукашина, який у час російської агресії проти України пропагував ідею призначення Віктора Медведчука на прем'єр-міністра України.
15 березня під час закритого засідання були допитані як свідки четверо військових, яким Рубан пропонував узяти участь у вчиненні злочину.
20 березня Савченко заявила, що не мала планів улаштовувати теракт у Верховній Раді, а навмисно розповідала представникам спецслужб абсурдні плани щодо військового перевороту й терактів проти найвищих посадових осіб держави.
21 березня Антон Геращенко оприлюднив подання Генпрокуратури на притягнення до кримінальної відповідальності і затримання Савченко. Згідно з текстом подання, вона вступила у змову з Рубаном, Захарченком, О. Тимофєєвим та іншими невстановленими особами і планувала:
1. Здійснити обстріл із мінометів та вогнепальної зброї будівель Верховної Ради, Адміністрації Президента та житлових будинків на прилеглих вулицях. Одночасно з цим із використанням гранат здійснити вибухи всередині ВР і вбити державних діячів, присутніх на засіданні.
2. Здійснити збройне захоплення будівлі ВР у нічний час, вбивши працівників правоохоронних органів, які охороняють будівлю. Водночас, з використанням мінометів, гранатометів, вогнепальної зброї і вибухівки здійснити напади на помешкання та транспортні засоби державних діячів, зокрема Петра Порошенка, Арсена Авакова, Олександра Турчинова з метою їх убивства і створення хаосу і дестабілізації внутрішньої обстановки в державі.

Також Рубан запропонував долучитися до участі у протиправних діяннях громадянам України Захарченкову О. В., Березню Г. П., Лящу С. В., Коту В. В., Шашкіну В. А., Мезенцеву О. В. Березень, Лящ і Кіт повідомили про це правоохоронні органи і були залучені до слідчих дій.
Зброю з окупованих територій, як стверджує Савченко, вона перевозила, «щоб вони не розривалися по українських військових». На запитання, чи мали місце події і факти, озвучені Луценком, Савченко відповіла, що вони були, але це були військові операції, в яких допомагали волонтери.
10 квітня СБУ провела обшуки в квартирі та офісі Савченко. У ході обшуку в квартирі було вилучено нагородний пістолет, набої до нього, жорсткий диск комп'ютера.

## Судовий процес
9 березня відбулося засідання Шевченківського районного суду Києва. Рубан заарештований рішенням суду на 60 діб без можливості внесення застави, звинувачення в суді представила Військова прокуратура. Його підозрюють у підготовці теракту в урядовому кварталі, атаки на Верховну Раду та вбивства депутатів і інших державних діячів. 20 березня суд залишив без задоволення апеляційну скаргу сторони захисту Рубана.
20 березня Апеляційний суд Києва залишив Рубана під вартою, попри намагання Савченко (статті обвинувачення не передбачають можливості взяття на поруки). Судді залишили чинним відповідне рішення Шевченківського суду Києва й відмовили адвокатам, які закликали пом'якшити запобіжний захід, а також позафракційному депутатові Надії Савченко, яка була готова взяти Володимира Рубана на поруки. Сам Рубан не виключає, що суд може поєднати справи проти нього та проти Савченко, бо обох звинувачують у підготовці терактів та замахів проти високопосадовців. Днями прокуратура висунула Володимирові Рубану додаткову підозру в цій справі: тепер йому інкримінують ще й підготовку до повалення конституційного ладу в Україні. Підозру, повідомлену Рубану 20 березня, висунуто за ст. 109 (змова про вчинення насильницького повалення конституційного ладу та захоплення державної влади) Кримінального кодексу України. Його підозрюють у змові з метою вчинення насильницького повалення конституційного ладу та захоплення державної влади (ч.1 ст. 109), у підготовці до вчинення дій з метою насильницького повалення конституційного ладу (ч. 1 ст. 14, ч. 2 ст. 28, ч. 1 ст. 109). Крім того, прокурор зазначив, що Рубан вчинив злочин проти основ нацбезпеки України.
23 березня у Шевченківському суді Києва під час розгляду міри запобіжного заходу Савченко заявила, що розпочинає голодування. Савченко відмовилася здавати зразки голосу для проведення експертизи та встановлення справжності відеодоказів проти неї, а також робити будь-які аналізи ДНК. Суд визначив їй утримання під вартою до 20 травня 2018 року без права внесення застави. 29 березня Апеляційний суд не задовільнив скаргу сторони захисту на арешт Савченко та залишив її під вартою.
5 квітня Савченко відмовилася проходити допит із застосуванням поліграфа. Адвокат пояснив це тим, що в них немає матеріалів кримінального провадження. Адвокат Надії Савченко Віктор Чевгуз узяв самовідвід.
13 квітня Савченко не змогла пройти допит із застосуванням поліграфа. Процедура допиту була перервана поліграфологами через можливість некоректної роботи поліграфа через аритмію Савченко, викликану голодуванням. У зв'язку з цим Савченко перериває голодування на 3 дні, а допит перенесено на 16 квітня.
16 квітня СБУ повідомила, що Надія Савченко і Володимир Рубан відмовляються свідчити в справі про підготовку теракту.
19 квітня Савченко пройшла експертизу на осудність.
3 травня в УСБУ Києва допитали як свідка Віру Савченко, яка брала активну участь в окремих акціях своєї сестри Надії Савченко.
4 травня Володимиру Рубану було продовжено термін запобіжного заходу ще на 60 діб.
5 травня до сторони захисту приєднався адвокат Олександр Шадрін, який раніше захищав Нелю Штепу та Гната Кромського.
11 травня Надія Савченко підписала відмову від послуг адвокатів. Олег Соловей пояснив причину розриву робочих стосунків із Надією Савченко некоректною поведінкою її сестри Віри стосовно захисників, а також втручанням останньої у відносини між захисниками та підзахисною. Станом на 19 травня вона знову підписала договір — із захисниками Олександром Шадріним і Костянтином Глобою.
9 серпня Апеляційний суд міста Києва залишив без задоволення позов сторони захисту про заміну запобіжного заходу із тримання під вартою на взяття на поруки.
25 жовтня 2018 року Шевченківський районний суд Києва продовжив арешт нардепа Надії Савченко ще на два місяці, до 30 грудня 2018 року.
16 квітня 2019 року Броварський суд Київської області ухвалив звільнити з-під варти Володимира Рубана та Надію Савченко просто в залі судових засідань, мотивуючи це тим, що термін запобіжного заходу закінчився, а нового не було обрано.
29 листопада 2021 року Броварський суд Київської області відхилив обвинувальний акт у справі Надії Савченко та Володимира Рубана через необґрунтованість обвинувачення.

## Пов'язані події
Після арешту Надія Савченко оголосила голодування. 31 березня її сестра, Віра Савченко, заявила, що здоров'я Надії Савченко різко погіршилося. 3 квітня адвокат Савченко Віктор Чевгуз повідомив, що Надія Савченко перебуває під контролем лікарів і не скаржилася на свій стан[джерело?]. Того ж дня Віктор Чевгуз подав заяву про свій самовідвід від захисту, зазначивши, що це відбулося за домовленістю сторін та розбіжності у поглядах на побудову лінії захисту між ним та підзахисною щодо використання в захисті політичних методів.
11 квітня Савченко надіслала звернення до Генерального прокурора України, у якому просить не перешкоджати здійсненню нею депутатських повноважень, а також надати дозвіл на побачення із нею її штатним помічникам — Сапсай Тетяні Володимирівні, Юзик Ірині Ігорівні, Проторченко Тетяні Миколаївні.
14 квітня Савченко відмовилася від послуг платних адвокатів, аргументуючи це відсутністю коштів. Також вона висловила незадоволення з приводу раніше озвучених адвокатами причин розриву співпраці. Їй призначено державного захисника Юлію Ткач.
12 травня Василь Грицак повідомив, що представники т. зв. «ДНР» внесли Володимира Рубана у списки на обмін полоненими.

## Реакція та коментарі
- 22 березня 2018 року Президент України та Прем'єр-міністр подякували працівникам СБУ і ГПУ за запобігання масовим терактам і викриття російської спецоперації.[96][97]
- 22 березня 2018 року колишній член Партії регіонів депутат Євген Мураєв, який володіє телеканалом NewsOne, заявив, що надасть Надії Савченко медійну й юридичну підтримку[98].
- 22 березня 2018 року речник МЗС Росії Марія Захарова прокоментувала іронічним запитом до ЄС, ПАРЄ та СПЛ, чи будуть вони надсилати ноту протесту МЗС України, як це робили до російського МЗС свого часу, і використовувати хештег #FreeSavchenko[99].
- 22 березня 2018 року, після затримання Савченко та слів Генпрокурора про здогадки щодо «ляльковода» і згадок про «Український вибір», на сайті руху «Український вибір — Право народу» з'явилася заява, що ці дії розцінюють як провокацію і маніпуляцію, спробу пов'язати справу «Савченко-Рубана» з рухом і його лідером Віктором Медведчуком.[100]
- 23 березня 2018 року в Євросоюзі заявили, що обізнані про розвиток ситуації відносно народного депутата Надії Савченко та заявляють про необхідність дотримання її прав[101].
- 24 березня 2018 року прес-секретар президента РФ Дмитро Пєсков назвав «повною нісенітницею» версію про вербування Надії Савченко російськими спецслужбами під час її перебування у в'язниці на території РФ[102].
- 24 березня 2018 року на урочистостях з нагоди 26-ї річниці діяльності СБУ Президент України Петро Порошенко висловив упевненість, що викриття спецслужбами та обвинувачення лідера РНС Міхеіла Саакашвілі та нардепа Надії Савченко «варті сторінок у підручниках для майбутніх спецслужбістів»[103].

Директор Центру досліджень проблем громадянського суспільства Віталій Кулик вважає, що «Справа Савченко» — сигнал тим, хто хоче погратись у дестабілізацію:
|  | Роль Савченко в політичній історії України не треба перебільшувати. Єдине, де Савченко можуть використовувати «в довгу» – боротьба з Тимошенко. |